# 兵庫県道230号江井港線
兵庫県道230号江井港線（ひょうごけんどう230ごう えいこうせん）は、兵庫県淡路市を通る一般県道である。

## 概要
江井港から淡路市江井に至る。

### 路線データ
- 起点：淡路市江井（江井港）
- 終点：淡路市江井（桃川交差点、兵庫県道31号福良江井岩屋線交点、兵庫県道466号鮎原江井線終点）
- 総延長：591 m

## 地理

### 通過する自治体
- 淡路市

### 交差する道路
| 交差する道路                                       | 交差する場所 | 交差する場所      |
| -------------------------------------------------- | ------------ | ----------------- |
| 兵庫県道31号福良江井岩屋線 兵庫県道466号鮎原江井線 | 江井         | 桃川交差点 / 終点 |

### 沿線
- 江井港